# Ninjatitan
Ninjatitan zapatai is een plantenetende sauropode dinosauriër, behorende tot de Titanosauriformes, die tijdens het vroege Krijt leefde in het gebied van het huidige Argentinië.

## Vondst en naamgeving
Van 2015 af werden in de provincie Neuquén, in het noorden van Argentinië, postcraniale skeletten van sauropoden opgegraven na de vondst in 2014 van een schouderblad door de preparateur Jonatan Aroca. De botten werden geprepareerd in het museum van Villa Chócon.
In 2021 werd de typesoort Ninjatitan zapatai benoemd en beschreven door Pablo Ariel Gallina, Juan Ignacio Canale en José Luis Carballido. De geslachtsnaam combineert de bijnaam van de Argentijnse paleontoloog Sebastian Apesteguia, "El Ninja", met het Grieks Titaan. Apesteguia begon op de vindplaats te graven na een tip door de geoloog Hector Leanza. De soortaanduiding eert de preparateur Rogelio Zapata.
De resten van de soort zijn gevonden in een laag van de Bajada Colorada-formatie die dateert uit het Berriasien-Valanginien, ongeveer 140 miljoen jaar oud. Behalve het schouderblad omvatten ze drie wervels, een stuk dijbeen en een stuk kuitbeen.

## Beschrijving
De lichaamslengte van Ninjatitan is geschat op twintig meter. Ninjatitan toont typisch titanosaurische kenmerken. De voorste staartwervels zijn procoel: hol van voren. De voorste staartwervels hebben een gepneumatiseerde wervelboog. De achterste bovenrand van de processus acromialis van het schouderblad ligt op de hoogte van het schoudergewricht.

## Fylogenie
Ninjatitan werd in 2021 in de Titanosauria geplaatst. Het zou dan de oudste bekende vertegenwoordiger van die groep kunnen zijn. Dit werd gezien als een ondersteuning van de hypothese dat de groep ontstaan is op het continent Gondwana. Welk taxon als de eerste titanosauriër kan gelden is zeer omstreden. De beschrijvers meenden dat de eerste zekere Titanosauria zo'n 120 miljoen jaar geleden opdoken. Ninjatitan voegt daar dus zo'n twintig miljoen jaar aan toe.